# Mirosternus debilis
Mirosternus debilis là một loài bọ cánh cứng thuộc chi Mirosternus trong họ Ptinidae.